# Tipula banffiana
Tipula banffiana är en tvåvingeart som beskrevs av Alexander 1946. Tipula banffiana ingår i släktet Tipula och familjen storharkrankar. Inga underarter finns listade i Catalogue of Life.